# Tropical Snow
Tropical Snow (Brasil: Pó Branco ) é um filme de 1988 do gênero drama estrelado por Jsu Garcia e Madeleine Stowe.

## Sinopse
Gustavo 'Tavo' Luna (Jsu Garcia)
e Marina (Madeleine Stowe) é um casal colombiano que para poder emigrar para os Estados Unidos aceita transportar carregamento de cocaína.[carece de fontes?]

## Elenco
| Ator                   | Papel                               |
| ---------------------- | ----------------------------------- |
| Jsu Garcia             | Gustavo 'Tavo' Luna                 |
| Madeleine Stowe        | Marina                              |
| David Carradine        | Oskar                               |
| Alfonso Ortiz          | Professor Pickpocket                |
| Roger Melo             | Tavo's Stepfather                   |
| Alberto Arroyabe       | Co-Piloto                           |
| Evelyn Osorio          | Assistente do professor             |
| Luisa Fernanda Giraldo | Cantina Waitress                    |
| Sonia Ceballos         | Amiga de Marina                     |
| Jimmy Ruiz             | Detetive do aeroporto               |
| Alexander Lara         | Segurança do aeroporto              |
| Noel Ruiz              | Barman                              |
| César Luna             | Limpador                            |
| Hugo Pérez             | Limpador                            |
| Judith Estrada         | Limpador                            |
| Olivia Acuna           | Limpador                            |
| Clarke Bittner         | Oficial da imigração                |
| Anthony King           | Oficial da imigração                |
| Deborah Bush           | Oficial da imigração                |
| Kurt Sinclair          | Policial de Nova Iork               |
| Marvin Arthurs         | Policial de Nova Iork               |
| John Sample            | Policial de Nova Iork               |
| Stan Schwartz          | Policial de Nova Iork               |
| Ed Harrison            | Agente da alfândega                 |
| James Murphy           | X-Ray Technician                    |
| Edgar Perez            | Doutor                              |
| Tim Allen              | Baggage Handler                     |
| Irene Bendel           | Prostituta presa                    |
| Lee Roy Giles          | Prisioneiro velho                   |
| Tim O'Hara             | Jovem punk prisioneiro              |
| Nick Sawyer            | Policial na van                     |
| Charles Kuhune         | Policial na van                     |
| Monica M. Da Silva     | Cantina Waitress                    |
| Orestes Matacena       | Agente da alfândega (não creditado) |